# رد لاج (مونتانا)
رد لاج (به انگلیسی: Red Lodge) شهری در ایالت مونتانا کشور ایالات متحده آمریکا است که جمعیت آن در سرشماری سال ۲۰۱۰ میلادی، ۲٬۱۲۵ نفر بوده‌است.

## موقعیت جغرافیایی
موقعیت جغرافیایی شهرها و مناطق اطراف به شرح زیر است: